# Bóng đá bãi biển

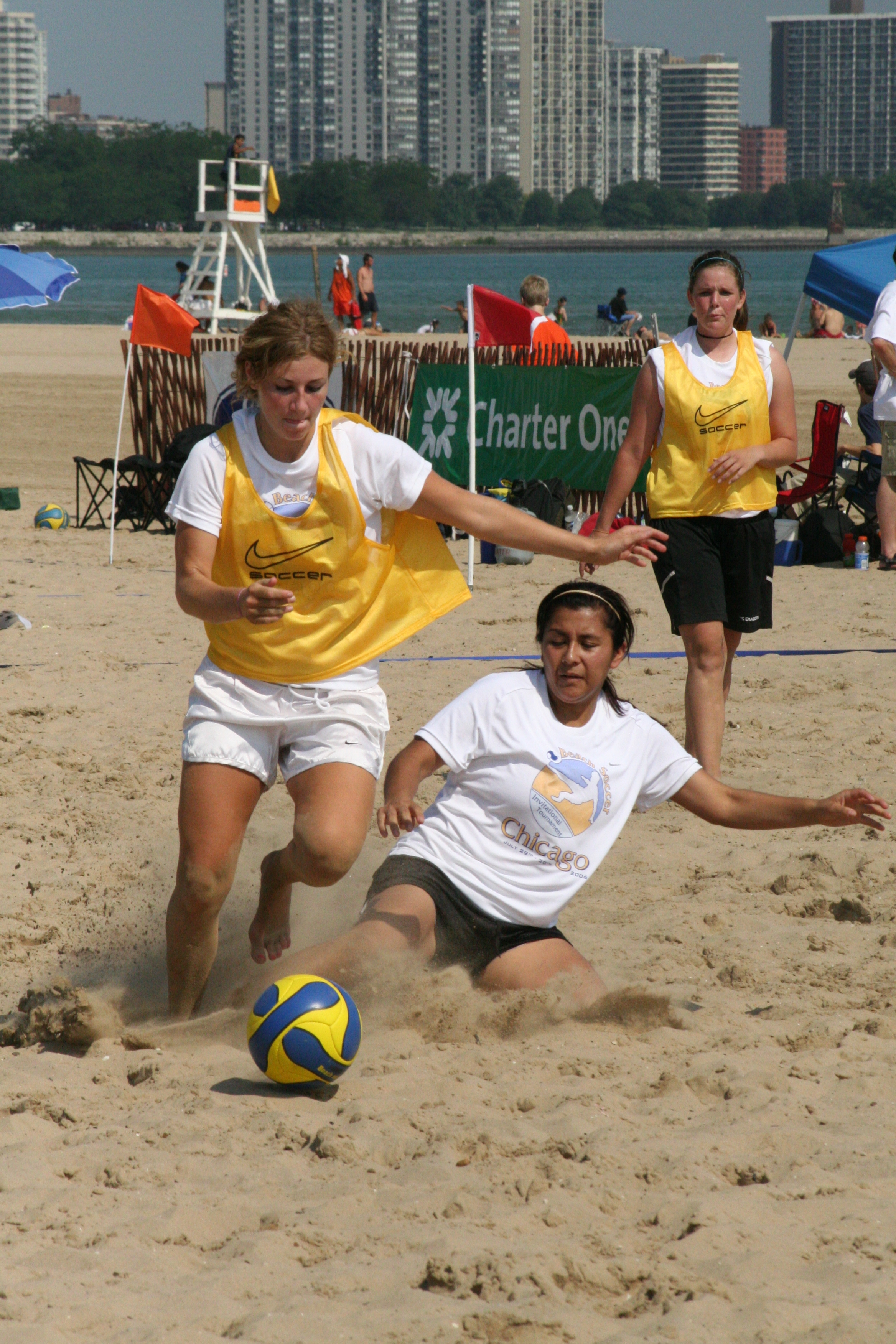
Một trận bóng đá bãi biển

Bóng đá bãi biển là một biến thể môn bóng đá trong đó trận đấu bóng đá được diễn ra trên một bãi biển hoặc các hình thức sân cát. Bóng đá bãi biển nhấn mạnh vào các kỹ năng, sự nhanh nhẹn và tính chính xác vì trái bóng trên cát rất khó điều khiển và việc di chuyển trên sân cát khó khăn hơn các hình thức sân thi đấu khác. Bóng đá bãi biển ít tốn kém, không cần sân cỏ, không cần giày thi đấu, chỉ cần có một bãi cát rộng, khung thành đơn giản là mọi người có thể chơi bóng. Thời gian qua, có rất nhiều đội tuyển tham gia các giải bóng đá bãi biển theo 2 kiểu: đá trong nước và đá nước ngoài. Đối với giải bóng đá bãi biển nước ngoài có 2 loại: Giải bóng đá bãi biển châu lục (AFC Beach Soccer Asian Cup, UEFA Beach Soccer,...) và giải bóng đá bãi biển toàn thế giới (FIFA Beach Soccer World Cup). Tại giải bóng đá bãi biển toàn thế giới (FIFA Beach Soccer World Cup), các đội tuyển từ các nước khác sẽ được tham gia cùng với chủ nhà giải đấu.

## Luật chơi
Mỗi trận bóng đá bãi biển có hai đội tham gia, mỗi đội không quá năm cầu thủ, một trong số đó là thủ môn. Mỗi trận đấu được chia làm ba hiệp, mỗi hiệp kéo dài 12 phút và nghỉ giữa hai hiệp là 3 phút. Nếu sau khi kết thúc thời gian đá chính tỉ số vẫn hòa thì hai đội sẽ đá hiệp phụ trong thời gian 3 phút, nếu vẫn hòa sẽ đá luân lưu 11m. Ban đầu, theo luật thì loạt sút luân lưu sẽ bước vào giai đoạn "cái chết đột ngột" luôn; từ năm 2015, mỗi đội có 3 lượt sút - đội có nhiều cú sút thành công hơn sẽ là đội thắng. Từ năm 2021, số lượt đá luân lưu chính được nâng lên 5 lượt. Trong Luật bóng đá bãi biển, các cú sút phạt không được có hàng rào chắn. Khi ném biên, cầu thủ có thể chọn một trong hai cách: đá biên hoặc ném biên. Sự ra đời của bóng đá bãi biển là một nỗ lực của việc hệ thống hóa các quy tắc cho môn này. Điều này đã được thực hiện vào năm 1992 bởi những người sáng lập môn bóng đá bãi biển trên toàn thế giới. Một liên đoàn được thành lập để phát triển các môn thể thao và chịu trách nhiệm cho phần lớn các giải đấu của mình cho đến ngày nay. Sân bóng đá bãi biển thường nhỏ gọn, nhỏ hơn nhiều so với một sân bóng đá, cho phép người chơi ghi bàn từ bất cứ nơi nào trên cát, bàn thắng trong một trận đấu không quá khó khăn. Các cầu thủ (tính cả thủ môn) không được phép giữ bóng quá 3 giây, đội nào vi phạm sẽ phải chịu quả phạt 11m. Quả bóng thi đấu là bóng theo dạng hình cầu, bán kính là 15,5 cm, dài 16,5 inch và rất mềm, làm bằng nhựa và có quỹ đạo đủ lực khi cầu thủ tạo ra tuyệt chiêu móc bóng.